# Василисса Никомидийская
Васили́сса (др.-греч. Βασιλίσσα, † ок. 309) — раннехристианская мученица. В русских житиях до XVIII века Василисса называется Васса и Василиса.
Василисса, когда ей было 9 лет, пострадала за веру Христову во время великого гонения при Диоклетиане в Никомидии. Благодаря доносу, она была схвачена и приведена к Никомидийскому префекту Александру. После безуспешных попыток уговорить Василиссу отречься от Христа и поклониться идолам, префект приказал предать отроковицу Василиссу пыткам. Согласно житию, Василиссу били по лицу; затем раздели до гола и вниз головой подвесили за ноги, при этом её жгли снизу огнём и окуривали серным дымом. Отроковицу бросили в горящую печь. Василисса, сотворив крестное знамение, войдя в огонь, вышла из него невредимой. После этого Василиссу отдали на съедение двум голодным львам, но отроковица осталась невредима. Префект Александр отпустил Василиссу после мучений, сам уверовал в Христа, провёл свою жизнь в покаянии и мирно умер. Василисса после пыток вышла за город, она совершила молитву, стоя на камне. По молитве отроковицы из камня забил источник воды. Около этого камня Василисса мирно умерла и была похоронена епископом Антонием. Вода из источника давала исцеление христианам. Сохранились два жития Василиссы: анонимное и составленное Никифором Григорой.